# Elpidia kurilensis
Elpidia kurilensis is een zeekomkommer uit de familie Elpidiidae.
De wetenschappelijke naam van de soort werd in 1971 gepubliceerd door Baranova & Belyaev.